# Diplazium loerzingii
Diplazium loerzingii är en majbräkenväxtart som beskrevs av Praptosuwiryo.
Diplazium loerzingii ingår i släktet Diplazium och familjen Athyriaceae. Inga underarter finns listade i Catalogue of Life.